# Бафата
Бафата̀ (на португалски: Bafatá) е регион в централна Гвинея-Бисау. Площта му е 5981 квадратни километра, а населението 210 007 души (по преброяване през март 2009 г.). На север граничи със Сенегал. Столицата на регион Бафата носи същото име – град Бафата, разположен на 120 километра от столицата на Гвинея-Бисау град Бисау. Населението на град Бафата е около 22 000 души. Както всички други региони на Гвинея-Бисау, и Бафата е разделен на сектори. Секторите са седем – Бафата, Бамбадинка, Контубоел, Сонако, Галомаро, Гамамундо и Шитоле.